# 6P/d'Arrest
Pour les articles homonymes, voir D'Arrest.
6P/d'Arrest (appelée également comète d'Arrest) est une comète périodique du système solaire, en orbite entre Mars et Jupiter. Elle est passée à 53 millions de km de la Terre, environ un tiers de la distance Terre-Soleil, le 9 août 2008. 
En 1991, Andrea Carusi et Giovanni B. Valsecchi (Institut national d'astrophysique, Rome), Ľubor Kresák et Margita Kresáková (en) (Slovak Astronomical Institute, Bratislava) ont suggéré indépendamment que cette comète était la même que celle observée par Philippe de La Hire en 1678.

## Tableau récapitulatif des périhélies et observations
Mis à jour le 3 août 2023.
| Périhélie | Observation |
| --- | ----------- |
| 23 août 1678 | 6P/1678 R1  |
| 28 mars 1685 |             |
| 16 octobre 1691 |             |
| 12 mars 1698 |             |
| 25 novembre 1704 |             |
| 1er septembre 1711 |             |
| 26 juin 1718 |             |
| 20 avril 1725 |             |
| 9 février 1732 |             |
| 28 novembre 1738 |             |
| 29 juillet 1745 |             |
| 10 août 1752 |             |
| 26 août 1759 |             |
| 20 septembre 1766 |             |
| 18 octobre 1773 |             |
| 8 octobre 1780 |             |
| 7 décembre 1786 |             |
| 21 décembre 1792 |             |
| 9 avril 1799 |             |
| 19 septembre 1805 |             |
| 30 mars 1812 |             |
| 12 octobre 1818 |             |
| 5 mai 1825 |             |
| 28 novembre 1831 |             |
| 18 juin 1838 |             |
| 6 janvier 1845 |             |
| 9 juillet 1851 | 6P/1851 M1  |
| 28 novembre 1857 | 6P/1857 X1  |
| 26 février 1864 |             |
| 23 septembre 1870 | 6P          |
| 10 mai 1877 | 6P          |
| 14 janvier 1884 |             |
| 18 septembre 1890 | 6P          |
| 23 mai 1897 | 6P          |
| 29 janvier 1904 |             |
| 16 septembre 1910 | 6P          |
| 3 avril 1917 |             |
| 15 septembre 1923 | 6P          |
| 10 mai 1930 |             |
| 8 janvier 1937 |             |
| 22 septembre 1943 | 6P          |
| 6 juin 1950 | 6P          |
| 12 février 1957 |             |
| 23 octobre 1963 | 6P          |
| 18 mai 1970 | 6P          |
| 12 août 1976 | 6P          |
| 14 septembre 1982 | 6P          |
| 4 février 1989 | 6P          |
| 27 juillet 1995 | 6P          |
| 3 février 2002 | 6P          |
| 14 août 2008 | 6P          |
| 2 mars 2015 | 6P          |
| 17 septembre 2021 | 6P          |
| 31 mars 2028 |             |
| Légende : - découverte - observée, post-découverte - observée, pré-découverte - non observée, post-découverte - non observée, pré-découverte - retour futur |             |